# 도인비
도인비(본명: 김태상, 1996년 12월 30일 ~ )는 대한민국의 리그 오브 레전드 프로게이머이다. 포지션은 미드라이너이다.

## 선수 생활
아프리카TV의 BJ로 활동하하던 중 2015년 3월, LSPL 소속팀인 뉴비에 입단하면서 프로 커리어를 시작했다. 
2016년 5월, 징동 게이밍에 입단하였다. 
2018시즌을 앞두고 로그 워리어스로 이적했다.
2019 시즌을 앞두고 펀플러스 피닉스에 입단했다. 2019 스프링 시즌 중위권으로 예상되었던 팀을 상승세로 끌어올린 원동력으로 주목을 받았다. 스프링 시즌 종료 이후 LPL 정규시즌 MVP를 수상했다. 서머 시즌에도 팀의 우승에 기여했다. 서머 시즌 우승으로 롤드컵 본선에 진출했다. 도인비는 롤드컵 8강전에서 라이즈를 이용해 팀을 캐리하면서 팀을 4강으로 진출시켰다. 또한 4강전에서도 노틸러스를 이용한 플레이로 인빅투스 게이밍을 격침시키며 결승에 진출했다. 결승에서 만난 G2를 3-0으로 제압하며 커리어 첫 롤드컵 우승을 거머쥐었다.
2020 시즌에서도 좋은 모습을 보여주었다. 하지만 팀은 롤드컵 진출에 실패했다.
2021 시즌 팀에 너구리가 영입되면서 지난해보다 팀이 지난해보다 강력해졌다. 도인비는 이런 팀을 이끌면서 스프링 시즌 준우승에 기여했다. 서머 시즌에서도 좋은 모습을 계속해서 보여주었다. 2021년 7월 31일에 치러진 징동 게이밍과의 경기에서 LPL 통산 2000킬을 달성했다. 서머 시즌 종료 후 정규시즌 MVP와 올프로팀에 선정되었다. 리그 오브 레전드 월드 챔피언십 2021에서 로스터에 포함되면서 참가했다. 조별 1라운드에서는 2승 1패를 기록하면서 좋은 모습을 보여주었지만 조별 2라운드에는 침체된 모습을 보여주었으며 팀의 조별리그 탈락에 기여하고 말았다. 2021시즌 종료 후 팀에서 퇴단했다.
2022시즌을 앞두고 LNG e스포츠에 입단했다. 입단 이후 팀의 주전 미드라이너로 활약했다. 2022 시즌 종료 이후 팀에서 퇴단했다.
2023시즌을 앞두고 휴식을 선언했다.

## 소속팀
| # | 팀명            | 소속 기간               | 소속 리그 | 비고 |
| - | --------------- | ----------------------- | --------- | ---- |
| 1 | 뉴비            | 2015.03 ~ 2016.05.18    | LSPL      |      |
| 2 | 징동 게이밍     | 2016.05.18 ~ 2017.12.21 | LSPL LPL  |      |
| 3 | 로그 워리어스   | 2017.12.21 ~ 2018.12.14 | LPL       |      |
| 4 | 펀플러스 피닉스 | 2018.12.14 ~ 2021.11.22 | LPL       |      |
| 5 | LNG e스포츠     | 2021.12.10 ~ 2022.12.12 | LPL       |      |

## 수상 내역
- 리그 오브 레전드 세컨더리 프로리그 스프링 2015 우승
- 리그 오브 레전드 프로리그 서머 2015 준우승
- 리그 오브 레전드 세컨더리 프로리그 서머 2016 우승
- IEM 시즌 10 쾰른 준우승
- 내셔널 e스포츠 토너먼트 2017 준우승
- 리그 오브 레전드 프로리그 스프링 2017 최우수선수
- 리프트 라이벌즈 2018 우승
- 리프트 라이벌즈 2019 준우승
- 리그 오브 레전드 프로리그 스프링 2019 최우수선수
- 리그 오브 레전드 프로리그 서머 2019 우승
- 리그 오브 레전드 월드 챔피언십 2019 우승
- 리그 오브 레전드 올스타전 2019 준우승
- 2019년 리그 오브 레전드 프로리그 연간 어워드 최우수선수
- 2020 미드 시즌 컵 준우승
- 리그 오브 레전드 프로리그 스프링 2021 준우승